# Zakarpatska oblast
Zakarpatska oblast (ukrajinsko Закарпатська область), pogovorno tudi Zakarpatje (ukrajinsko Закарпаття, latinizirano: Zakarpattja, madžarsko Kárpátalja) je oblast na skrajnem zahodu Ukrajine. Njeno upravno središče je Užgorod, pomembnejša mesta so še Mukačevo, Hust, Beregove in železniško vozlišče Čop.
Je edina ukrajinska oblast, ki meji na štiri države: na jugu na Romunijo, na zahodu na Madžarsko in Slovaško ter na severu na Poljsko. Na severovzhodu meji na Lvovsko in na vzhodu na Ivano-Frankivsko oblastjo. Z 12.777 km² površine je druga najmanjša med ukrajinskimi oblastmi. Leta 2021 je imela 1.250.129 prebivalcev.

## Zgodovina
Zakarpatska oblast pokriva večji del zgodovinske pokrajine Karpatske Ukrajine, znane v Ukrajini kot Zakarpatje (Закарпаття) in na Madžarskem kot Podkarpatje (Kárpátalja). Do konca prve svetovne vojne je bilo ozemlje del Avstro-Ogrske; s Trianonsko pogodbo je pripadlo Češkoslovaški, prva dunajska arbitraža leta 1938 pa ga je dodelila spet Madžarski. Oktobra 1944 ga je zasedla Rdeča armada, leto zatem pa se mu je Češkoslovaška odpovedala v korist Ukrajinske SSR. Današnja oblast je bila uradno ustanovljena januarja 1946.
Leta 1991 je vzporedno z vseukrajinskim referendumom o samostojnosti v Zakarpatski oblasti potekal referendum o samoupravnem statusu Zakarpatja. Le-ta je bil izglasovan z 78 %, a ni imel praktičnih posledic v smislu ustanovitve avtonomne pokrajine, čeprav je bila želja tamkajšnjih prebivalcev po avtonomiji visoka.

## Upravne delitve
Pred reformo julija 2020 se je oblast delila na 13 rajonov in štiri mesta oblastnega pomena, podrejena neposredno oblastni vladi.
Od oktobra 2020 oblast vsebuje šest rajonov:
| Rajon            | Upravno središče | Površina (km²) | Prebivalstvo (2021) | Št. gromad |
| ---------------- | ---------------- | -------------- | ------------------- | ---------- |
| Beregovski rajon | Beregove         | 1458,7         | 207.719             | 10         |
| Mukačevski rajon | Mukačevo         | 2054           | 252.616             | 13         |
| Rahivski rajon   | Rahiv            | 1845,2         | 82.397              | 4          |
| Tjačivski rajon  | Tjačiv           | 1869,5         | 184.532             | 10         |
| Užgorodski rajon | Užgorod          | 2359,5         | 255.532             | 14         |
| Hustski rajon    | Hust             | 3174,4         | 267.333             | 13         |